# Lavinia Șandru
Lavinia Șandru, née le 6 février 1975 à Dej, est une femme politique, journaliste et actrice roumaine. En 2025 elle est candidate à l'élection présidentielle pour le Parti humaniste social-libéral.

## Biographie
Lavinia Șandru naît le 6 février 1975 à Dej. Elle est la fille de Iulian Șandru, professeur de mathématiques, et de Lucia Șandru, professeur de langue roumaine.
Elle est diplômée de l'Académie des arts du théâtre de Târgu Mureș et titulaire d'un master en sciences politiques de l'université de Bucarest.
Elle fait ses débuts dans le journalisme radio en 1994 à UniPlus, et deux ans plus tard à la télévision à Antena 1.
Elle commence sa carrière politique au sein du parti démocrate, occupant d'importantes fonctions exécutives entre 2001 et 2005. En 2004, elle est élue députée de Mures sur les listes de l'alliance PNL-PD. L'une de ses initiatives législatives les plus notables est la « loi sur les mères », qui accorde une allocation de 85 % du revenu mensuel moyen des parents en congé parental. Cette loi est considérée comme l'une des plus généreuses de l'Union européenne. Après être devenue députée indépendante en 2005, elle fonde le Parti de l'initiative nationale, qu'elle dirige jusqu'à sa fusion avec l'UNPR.
À partir de 2013, elle se retire temporairement de la vie politique, se concentrant sur sa carrière médiatique et artistique. Parallèlement, Lavinia Șandru interprète des rôles au théâtre et au cinéma, notamment le rôle principal dans Ana. Ana Simion, pour lequel elle est récompensée au festival du film de Varna. Elle travaille également dans des films d'animation, doublant des personnages dans des productions telles que Zootopie et Cars 3.
Elle épouse Darius Vâlcov en mai 2005, le couple a une fille, Sara Gabriela, née en novembre 2006. Lavinia Șandru et Darius Vâlcov divorcent en mai 2016.
En 2025, elle annonce sa candidature aux élections présidentielles pour le Parti humaniste social-libéral, marquant ainsi son retour officiel sur la scène politique.